# Towarzystwo Miłośników Torunia
Towarzystwo Miłośników Torunia (znane również jako To-Mi-To) – stowarzyszenie kulturalno-naukowe poświęcone Toruniowi, założone 28 maja 1923 roku. Siedziba stowarzyszenia mieści się przy ul. Podmurnej 60 w Toruniu. Prezesem Towarzystwa jest Krzysztof Mikulski.

## Historia
Towarzystwo Miłośników Torunia powstało 28 maja 1923 roku w Dworze Artusa. Celami towarzystwa miały być: szerzenie wiadomości o Toruniu, opieka nad zabytkami miasta oraz pomoc w rozwoju kulturalnym Torunia. Zgodnie ze statutem towarzystwo przyjęło nazwę Towarzystwa miasta Miłośników Torunia, jednak z czasem zaczęto pomijać wyraz miasto. Pierwszym prezesem Towarzystwa był prezydent Torunia Stefan Michałek. Na pierwszym spotkaniu członków powołano do życia trzy sekcje: oświatowo-prasową, konserwacji i projektów oraz gospodarczą. Rok później powołano dwie dodatkowe sekcje (wydawniczą i prasową) oraz utworzono Komisję Statutową.
Towarzystwo działało do wybuchu II wojny światowej. W 1957 roku Towarzystwo reaktywowano. W wyniku utraty przedwojennych akt opracowano nowy statut i strukturę organizacyjną Towarzystwa. W 1996 roku Towarzystwo rozpoczęto wydawanie Rocznika Toruńskiego. Na jubileusz 75-lecia Towarzystwa, w 1998 roku wydano drukiem pierwszy tom Toruńskiego Słownika Biograficznego. Współwydawcami byli Towarzystwo Miłośników Torunia i Uniwersytet Mikołaja Kopernika, sponsorami Urząd Miejski w Toruniu oraz Urząd Wojewódzki. Od 1 listopada 2003 roku Towarzystwo organizuje kwesty poświęcone ratowaniu zabytkowych nagrobków zasłużonych mieszkańców Torunia.
W 2002 roku uchwalono nowy status, obowiązujący do dzisiaj.
W 2018 roku Towarzystwo Miłośników Torunia rozpoczęło zbiórkę na odbudowę Pomnika Poległym Żołnierzom Wojsk Balonowych. Pomnik upamiętniał poległych na polu walki w pierwszych latach istnienia II Rzeczypospolitej oraz stanowił symbol związku Torunia z przedwojennym baloniarstwem wojskowym i aeronautyką. Pomnik odtworzono w 2020 roku, w setną rocznicę powrotu Torunia do Polski.